# 591

## Události
- podzim – perský pretendent trůnu Husrav II. poráží za pomoci byzantských vojsk Bahráma VI. Čóvéna.

## Hlavy států
- Papež – Řehoř I. Veliký (590–604)
- Byzantská říše – Maurikios (582–602)
- Franská říše – Chlothar II. (584–629)
  - Orléans/Burgundsko – Guntram (561–592)
  - Mety – Childebert II. (575–595)
- Anglie
  - Wessex – Ceawlin (560–592)
  - Essex – Sledda (587–604)
- Perská říše – Bahrám VI. Čóvén  (590–591) » Husrav II. (590, 591–628)